# Videocast

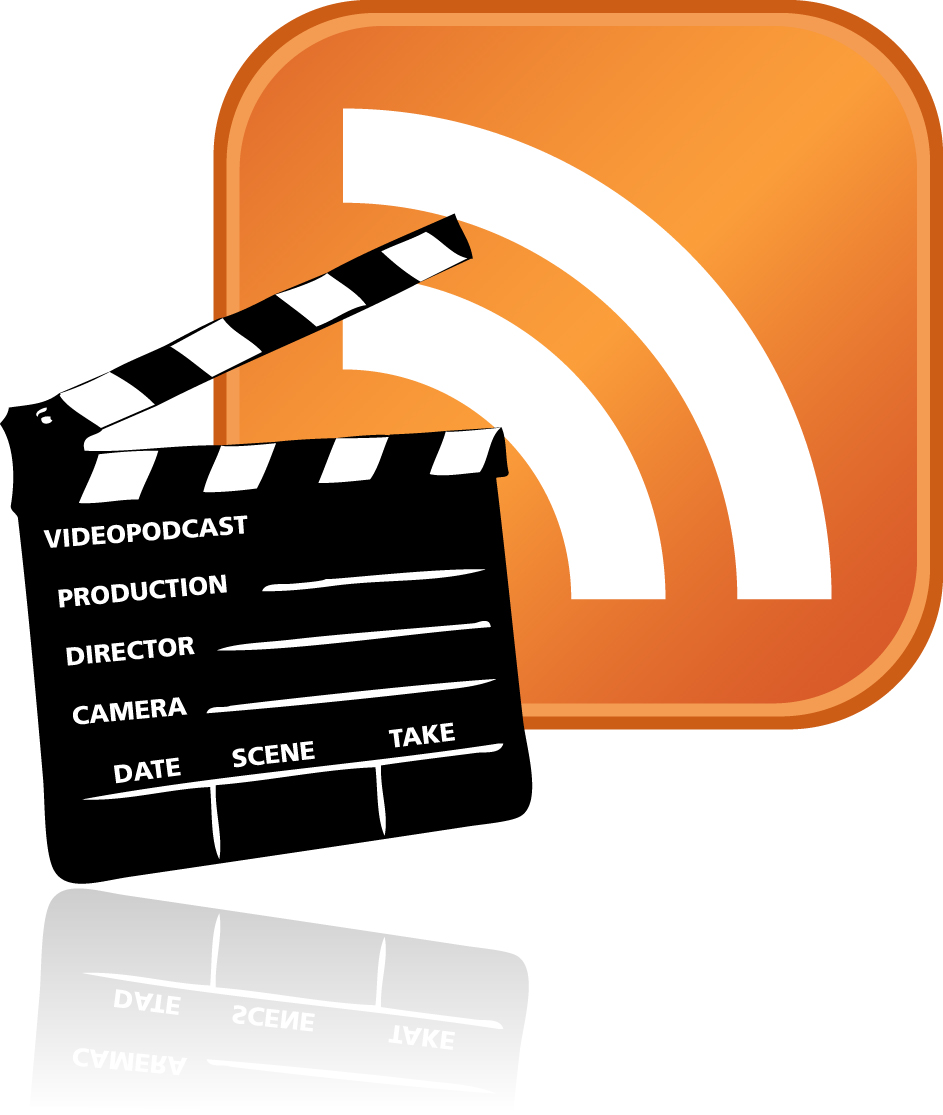
Aunque no existe un icono oficial para los videopodcast, el diseñador Andreas Prinz ha intentado ilustrarlo como una combinación de RSS y una claqueta.

El videocast, videopodcast o pódcast de vídeo es una técnica multimedia que permite emitir información de audio y video mediante una transmisión digital, generalmente a través de Internet.
Para realizar esta comunicación se necesita un servidor de streaming, un canal de comunicación y un cliente, que puede ser un ordenador, dispositivo móvil o cualquier terminal conectado a internet con capacidad para reproducir la emisión y disponer de ella en el momento en que se necesite. Es habitual usar mpg o mp4 para codificar la información y en los años 2000 aquellos Pocket PC contaban con soporte para esa técnica multimedia.
El videocast es un concepto estrechamente relacionado con el podcasting; la principal diferencia es que el videocast es multimedia, mientras que el pódcast es solo de audio. Al igual que el podcast, el videocast permite la sindicación por RSS, que nos permite la actualización automática con el último archivo creado por el videoblogger para su web. Los vídeos suelen ser cortos y tienen extensiones de archivo poco pesadas que permiten su fácil difusión y almacenamiento.
El videocast se popularizó en 2024, cuando las plataformas como Spotify (con 300 000 programas en su catálogo) y YouTube (con 1000 millones de usuarios mensuales) lo admitían. En aquel entonces, la tecnología permitía ver los vídeos directamente en streaming, por lo que no era necesario descargarlos ni guardarlos en el dispositivo. Incluso, YouTube permitió a algunos creadores monetizar sus trabajos. Según una investigación de Edison Research, alrededor del 84 % de los oyentes mensuales de pódcast de audio también consumen vídeos, y alrededor del 71 % mira activamente el pódcast mientras escucha. Entre los mayores consumidores del formato audiovisual se encuentra la generación Z, con un 57 % de usuarios de esa generación en Spotify.
En Perú, se demandan programas de entrevistas de actualidad y entretenimiento, aunque no se exige un nivel técnico excelente, ya que algunos espectadores consumen estos contenidos (incluyendo extractos) en plataformas como TikTok. Las transmisiones se realizan desde Lima y otras ciudades como Trujillo y Pucallpa.